# Ziraat Bankası SK
Ziraat Bankası SK är en sportklubb i Ankara, Turkiet grundad av företaget med samma namn 1981. Ursprungligen var klubben aktiv inom flera sporter, men kom senare att fokusera på herrvolleyboll. Laget har blivit turkiska mästare tre gånger (2020/2021, 2021/2022 och 2022/2023) och vunnit turkiska cupen en gång (2009/2010). Internationellt har de som bäst tagit silver både i CEV Cup (2017/2018) och i CEV Challenge Cup (2020/2021).